# Sfera (Satellit)

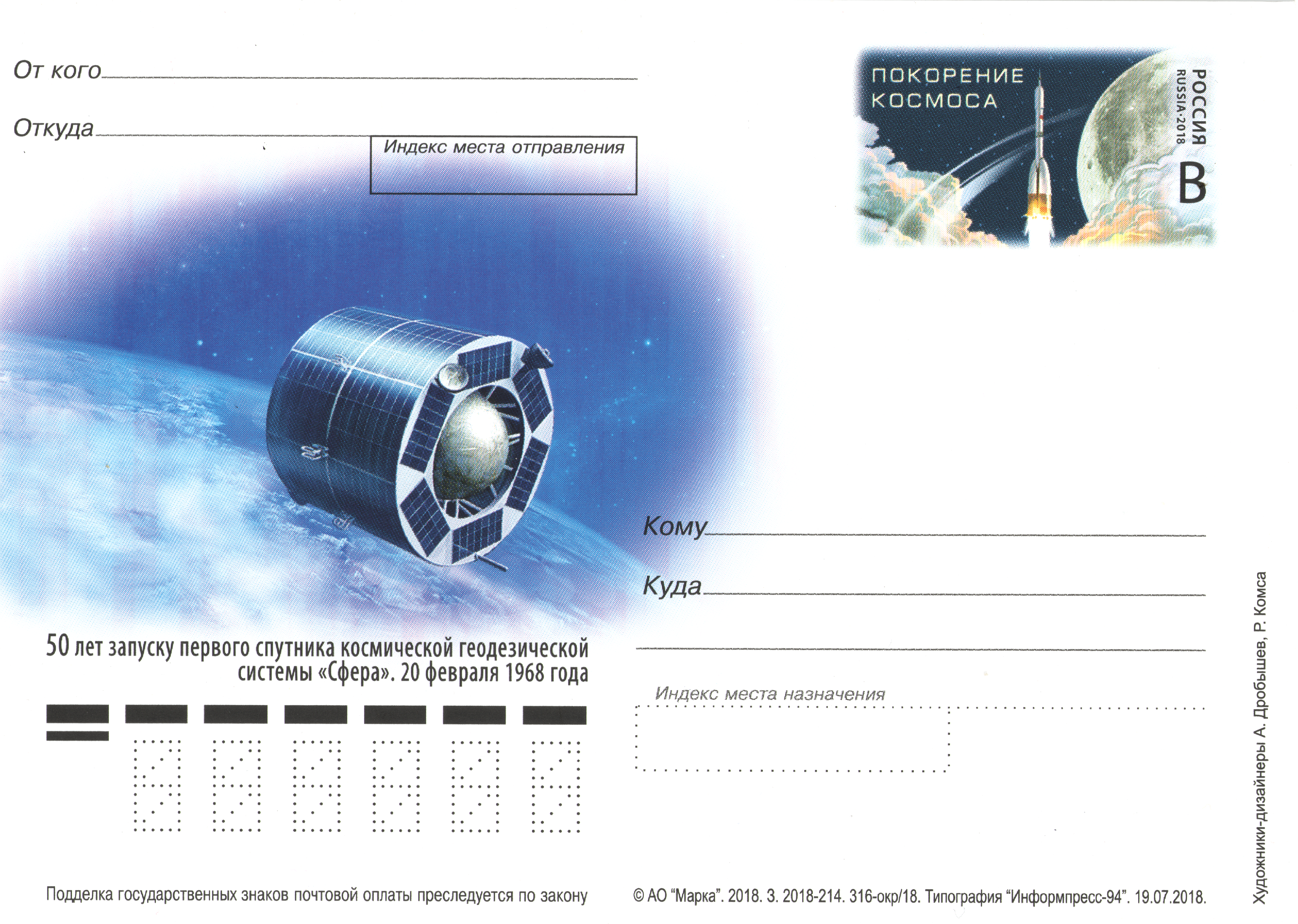
Sfera auf einer russischen Ganzsachenpostkarte

Sfera (russisch Сфера, für Kugel, GRAU-Index: 11F621) ist die Bezeichnung für sowjetische Erdvermessungssatelliten.

## Geschichte
Bei der Planung von globalen Nuklearschlägen während des Kalten Krieges benötigten die sowjetischen Militärs sehr genaue Karten und genaue Navigationsdaten. Zu den Faktoren, die die geographische Genauigkeit beeinflussten, gehörten winzige Variationen der Form der Erde und ihres Gravitationsfeldes. So begann im Jahr 1965 das Konstruktionsbüro NPO Prikladnoj Mechaniki mit der Entwicklung eines spezialisierten Satelliten auf Basis des Satellitenbus KAUR-1 für diese Aufgabe, die den Namen Geoid-Sfera bekamen. Die Nutzlast des zylinderförmigen Satelliten bestand aus einem Blitzlicht, welches eine Serie von starken Lichtblitzen aussendete. Durch die fotografische Aufnahme dieser Lichtblitze von mehreren Standpunkten aus und dem Vergleich der Position des Satelliten relativ zu den Sternen, konnte dessen Position mit einer Genauigkeit von etwa 3 bis 6 Bogensekunden bestimmt werden. Dank dieser Daten konnten die Positionen von Punkten auch auf große Entfernungen mit einer Genauigkeit von 25 bis 30 Metern bestimmt werden. Zusätzlich waren die Satelliten auch mit einem speziellen Funksender ausgerüstet, um durch Auswertung der Doppler-Verschiebung des Signals die Geschwindigkeit des Satelliten mit einer Genauigkeit von 0,1 Meter pro Sekunde zu bestimmen. Das Sfera-System brachte erhebliche Verbesserung der Positionsbestimmung von Objekten auf dem Land und Meer und trug dazu bei, das Standardmodell der Erdgeometrie zu aktualisieren und ein darauf aufbauendes neues Koordinatensystem zu entwickeln.
Die Satelliten wurden in der Regel in eine anfangs 1200 Kilometer später bis zu 1400 km hohe kreisförmige Umlaufbahn mit einer Neigung 74° gebracht. Die Bahnhöhe reduzierte den Einfluss der Atmosphäre auf den Satelliten, so dass nur Bahnabweichungen durch das Gravitationsfeld der Erde berücksichtigt werden mussten. Für den Start wurde immer die Kosmos-3M-Rakete verwendet, die die Satelliten vom Kosmodrom Plessezk aus in den Orbit brachte.
Die erste Satellit wurde am 20. Februar 1968 unter dem offiziellen Namen Kosmos-203 gestartet. Obwohl der erste Satellit 19 Monate und damit erheblich länger als die erwarteten sechs Monate arbeitete, litt das System bis 1972 unter erheblichen technischen Problemen. 1973 wurde das System schließlich für einsatzbereit erklärt und die Serienproduktion gestartet. Insgesamt wurden 18 Sfera-Satelliten gestartet, deren letzter am 26. Dezember 1978 gestartet wurde und bis zum 1. Mai 1980 in Betrieb war. Von den 18 gestarteten Satelliten erreichten 17 die Erdumlaufbahn.

## Satelliten
Insgesamt wurden 18 Satelliten gestartet, bevor die Baureihe durch Satelliten des Typs Geo-IK abgelöst wurden.
| Nummer | Name        | Startdatum         | Startkomplex | Startmasse kg | COSPAR-Bezeichnung | NORAD ID    | Bahnneigung | Apogäum km  | Perigäum km |
| ------ | ----------- | ------------------ | ------------ | ------------- | ------------------ | ----------- | ----------- | ----------- | ----------- |
| 1      | Kosmos-203  | 20. Februar 1968   | LC132        | 600 kg        | 1968-011A          | 3129        | 74,1°       | 1201        | 1183        |
| -      | -           | 4. Juni 1968       | LC132/2      | Startfehler   | Startfehler        | Startfehler | Startfehler | Startfehler | Startfehler |
| 2      | Kosmos-256  | 30. November 1968  | LC132/1      | 600 kg        | 1968-106A          | 3576        | 74,1°       | 1223        | 1172        |
| 3      | Kosmos-272  | 17. März 1969      | LC132/1      | 600 kg        | 1969-024A          | 3818        | 74,0°       | 1208        | 1178        |
| 4      | Kosmos-312  | 24. November 1969  | LC132/1      | 600 kg        | 1969-103A          | 4254        | 74,0°       | 1175        | 1141        |
| 5      | Kosmos-409  | 28. April 1971     | LC132/1      | 600 kg        | 1971-038A          | 5180        | 74,0°       | 1218        | 1183        |
| 6      | Kosmos-457  | 20. November 1971  | LC132/2      | 600 kg        | 1971-099A          | 5614        | 74,0°       | 1211        | 1176        |
| 7      | Kosmos-480  | 25. März 1972      | LC132/1      | 600 kg        | 1972-019A          | 5905        | 83,0°       | 1199        | 1173        |
| 8      | Kosmos-539  | 21. Dezember 1972  | LC132/2      | 600 kg        | 1972-102A          | 6319        | 74,0°       | 1379        | 1342        |
| 9      | Kosmos-585  | 8. September 1973  | LC132/2      | 600 kg        | 1973-064A          | 6825        | 74,0°       | 1424        | 1364        |
| 10     | Kosmos-650  | 29. April 1974     | LC132/2      | 600 kg        | 1974-028A          | 7281        | 74,0°       | 1401        | 1368        |
| 11     | Kosmos-675  | 29. August 1974    | LC132/2      | 600 kg        | 1974-069A          | 7424        | 74,1°       | 1424        | 1364        |
| 12     | Kosmos-708  | 12. Februar 1975   | LC132/1      | 600 kg        | 1975-012A          | 7663        | 69,2°       | 1410        | 1368        |
| 13     | Kosmos-770  | 24. September 1975 | LC132/1      | 650 kg        | 1975-089A          | 8325        | 83,0°       | 1208        | 1165        |
| 14     | Kosmos-842  | 21. Juli 1976      | LC132/1      | 650 kg        | 1976-070A          | 9025        | 83,0°       | 1006        | 966         |
| 15     | Kosmos-911  | 25. Mai 1977       | LC132/2      | 700 kg        | 1977-039A          | 10019       | 83,0°       | 999         | 965         |
| 16     | Kosmos-963  | 24. November 1977  | LC132/1      | 650 kg        | 1977-109A          | 10491       | 82,9°       | 1206        | 1179        |
| 17     | Kosmos-1067 | 26. Dezember 1978  | LC132/2      | 880 kg        | 1978-122A          | 11168       | 83,0°       | 1213        | 1156        |